# Roveré Veronese
Roveré Veronese (zimbrisch Roveràit) ist eine nordostitalienische Gemeinde (comune) mit 2107 Einwohnern (Stand 31. Dezember 2023) in der Provinz Verona in Venetien. Die Gemeinde liegt etwa 18 Kilometer nordnordwestlich von Verona. Roveré Veronese liegt im Parco naturale regionale della Lessinia und ist Teil der Comunità montana della Lessinia. Die Gemeinde gehört zu den dreizehn Gemeinden – der zimbrischen Sprachinsel.